# 転倒
転倒（てんとう、顚倒）とは、たおれることである。

## 定義
転倒の定義は世界的に見ても統一されていない。最近の転倒研究に用いられている定義は以下のものである。
FICSIT (Frailty and Injuries: Cooperative Studies of Intervention Techniques)
Unintentionally coming to rest on ground, floor, or other lower level: excludes coming to rest against furniture, wall, or other structure.
Kellogg International Work Group
A fall is an event which results in a person coming to rest inadvertently on the ground. For certain purposes, such as research and prognosis, it would be desirable to exclude from the definition those falls resulting from loss of consciousness, onset of paralysis, an epileptic attack, or impact with a moving vehicle.
両者の大きな違いは、前者は失神を含むのに対して、後者は除外している。

## 疫学
日本において、65歳以上の地域在住高齢者ではその約20%が1年間に1回以上転倒をするとされている。さらに入院・入所者では約40%、脳卒中患者では約60%と転倒率が上昇する。また転倒者は男性に比して、女性が多い。転倒による外傷は、軽症を含めると約50〜70%とされており、重大な外傷である骨折を生じる割合は約1割以下である。
しかし、五十嵐ら（1995）による2000例の大腿骨頸部骨折患者の原因を調査したところ、1689件（約85%）が転倒を原因としていることが分かり、転倒予防の重要性が示された。転倒が発生しやすい時間帯としては、入院・入所者では午前6〜7時のトイレや食事に行くために活動性の高まる時間帯、地域在住高齢者では午前10〜11時の外出するような時間帯に多発している。

## 転倒の要因
- 身体的特徴
  - 地域在住高齢者の場合
    - 筋力低下（オッズ比: 4.4）
    - 転倒の既往（オッズ比: 3.0）
    - 歩行障害（オッズ比: 2.9）
    - バランス障害（オッズ比: 2.9）

  - 施設入所者の場合
    - 筋力低下（相対リスク: 6.2）
    - バランス障害（相対リスク: 4.6）
    - 歩行障害（相対リスク: 3.6）
    - 歩行補助具の使用（相対リスク: 3.3）
- 薬剤の影響
数年前までは、3剤以上の薬剤を使用することが転倒リスクを高めるとされていたが、最近は具体的な種類まで特定されている[1]。一番リスクの高い組み合わせは、『利尿剤』＋『NSAIDs』＋『安定剤／睡眠薬』の場合、オッズ比は17.8となる。

このほか路面凍結時のスリップなどの外的要因なども存在する。

## 転倒の状況
転倒者の特徴は、“屋内・歩行・つまずく”である。屋内での転倒者は6割以上とされ、そのうちの6割が歩行中のつまずき動作によって生じている。
その他の要因としては、立ち上がり動作時のスリップや歩行・立位での方向転換が転倒を生じやすい。転倒方向にも次のような特徴がある。
- 前方：比較的年齢が若く、歩行速度が低下していない者. 合併症として橈骨遠位端骨折を生じやすい。
- 側方 or 後方：歩行速度の低下した高齢者〜後期高齢者に頻発し、合併症として腰椎圧迫骨折や大腿骨頸部骨折を生じやすい。

## 転倒リスク評価
- STRATIFY
- Morse Falls Scale
- Functional Reach Test
- Timed Up & Go test
- Berg Balance Scale
- Dynamic Gait Index

その他、数多くの評価方法がある. 病院や施設での転倒リスクを軽減するには、多職種間の連携が最も重要であり、研究報告も活発に行われている。

## 1997年以降の知見
転倒において二重課題が注目され始めたのは1997年にLundinらが行った研究で、歩行中の高齢者に"What's your age??"と尋ねて、立ち止まったり、歩行速度が低下した者ではその先6ヶ月間における転倒率が有意に高くなるという報告がされてからである。そのテストはStops Walking When Talking testと呼ばれ、臨床的にも簡易的で有用である。
日本における二重課題の転倒に関する研究では、京都大学の研究者らにより活発にされており、研究報告も数多くされている。
転倒は、前述のように医学界の研究の焦点であり、膝をついたり、立ったり、這ったりする運動は転倒予防に有効である。
2023年のシステマティック・レビューでは、高齢者の転倒の予防のために運動をすると、統計学的に有意に転倒の確率を減らすことができたと報告している。
ただし、運動をやめた後に転倒を減らすことができなかったとしている。